# Musa bin Nusair
Musa ibn Nusayr, (arabsko موسى بن نصير‎‎), arabski vojskovodja, * 640, † 715.
1. 1 2  Faceted Application of Subject Terminology
2. 1 2  Brockhaus Enzyklopädie
3. 1 2  Kraljeva akademija za zgodovino — 1738.